# Hymenostomum fasciculatum
Hymenostomum fasciculatum är en bladmossart som beskrevs av Georg Ernst Ludwig Hampe 1872. Hymenostomum fasciculatum ingår i släktet Hymenostomum och familjen Pottiaceae. Inga underarter finns listade i Catalogue of Life.